# Khalifa Ba
Khalifa Elhadj Ba (ur. 12 października 1985 w Dakarze) – senegalski piłkarz występujący na pozycji obrońcy.

## Kariera
Khalifa Ba jest wychowankiem FC Martigues. Następnie grał w Olympique Marsylia – skąd był wypożyczany do Pau FC i Metałurhu Donieck. Jednak przed sezonem 2007/2008 przeniósł się do Libourne St-Seurin – występującego w Championnat National (3 poziom rozgrywkowy we Francji). Stąd był wypożyczony do FC Pau. W 2010 roku trafił do kazachskiego FK Aktöbe.